# Cabera griseolimbata
Cabera griseolimbata är en fjärilsart som beskrevs av Charles Oberthür 1879. Cabera griseolimbata ingår i släktet Cabera och familjen mätare. Inga underarter finns listade i Catalogue of Life.